# Баталия (строй)

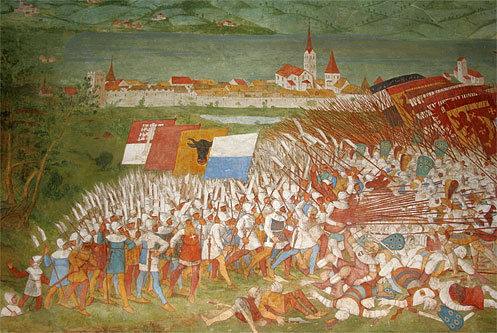
Швейцарские пикинёры в битве при Земпахе, 1386 год

Баталия — боевое построение XIII-XV веков, из пикинёров и алебардщиков в форме огромного четырёхугольника. Начало применению баталии положили знаменитые швейцарские наёмники.

## Тактика
В первых двух шеренгах обычно стояли пикинёры, хорошо обученные и оснащённые латами, подвергавшиеся основному риску и получавшими за то повышенное жалование. Первые два ряда держали пики на правую руку, на уровне груди и живота, третья шеренга обычно имела алебарды и наносила рубящие или колющие удары сверху, последние три доспехов не имели и держали пику на левой руке, на уровне живота, груди и головы (в последнем случае только при условии отхода алебардщиков в тыл). Также в центре каре помещались знамя, командир и плохо обученное и вооружённое ополчение, создававшее дополнительный напор и защищавшее пикинёров при прорыве строя неприятелем.
Баталию обычно использовали для обороны от кавалерии и средней пехоты, а также для прорыва фаланги плохо обученного неприятеля.

## Окончание применения
С развитием огнестрельного оружия, находящего всё более массовое применение на поле боя и способного пробить любые латы, доселе спасавшие от стрел и болтов, а также артиллерии, огромные и неповоротливые построения, ориентированные на ближний бой, перестали представлять угрозу для вооружённого огнестрельным оружием противника, так как попросту не могли начать рукопашный бой, не потеряв строя и солидную часть армии. Например в бою с терцией первые две шеренги, имевшие доспехи, просто погибали под пулями, а остальные четыре были обречены на гибель в бою с лучше вооружёнными пикинёрами и родельерос.